# Lista de lagoas de Linhares
Lista das 62 lagoas com nome (alguns nomes se repetem) de um total de 69 lagoas do município de Linhares, no estado do Espírito Santo, Brasil. Dentre as 69 lagoas, 64 são permanentes e as outras 5 são temporárias.
- Lagoa Aguiar
- Lagoa Arural
- Lagoa Belos Montes
- Lagoa Boa Vista
- Lagoa Bonita
- Lagoa Caiçara
- Lagoa Camargo
- Lagoa da Bacia
- Lagoa da Estaca
- Lagoa da Lima
- Lagoa da Onça
- Lagoa da Piaba
- Lagoa da Piaba
- Lagoa da Viúva
- Lagoa das Cacimbas
- Lagoa das Cacimbas (Povoação)
- Lagoa das Palmas
- Lagoa das Palminhas
- Lagoa de Dentro
- Lagoa Delfino
- Lagoa do Anhinga
- Lagoa do Areão
- Lagoa do Aviso
- Lagoa do Brás
- Lagoa do Compadre
- Lagoa do Doutor
- Lagoa do Encanto
- Lagoa do Limão
- Lagoa do Macuco
- Lagoa do Meio
- Lagoa do Testa
- Lagoa do Zacarias
- Lagoa dos Campos
- Lagoa dos Paus
- Lagoa dos Ramos
- Lagoa dos Tocos
- Lagoa Durão
- Lagoa Juparanã
- Lagoa Laginha
- Lagoa Machado
- Lagoa Martins
- Lagoa Monsarás
- Lagoa Monte Verde
- Lagoa N. S. das Graças
- Lagoa Nova
- Lagoa Nova (Linhares)
- Lagoa Nova (Povoação)
- Lagoa Papagaio
- Lagoa Parda
- Lagoa Pau Grosso
- Lagoa Piabanha
- Lagoa Piabanha
- Lagoa Piabanha
- Lagoa Redonda
- Lagoa Sabiá
- Lagoa Salgada
- Lagoa São João
- Lagoa Suruaca
- Lagoa Terra Alta
- Lagoa Terra Altinha
- Lagoa Urubu
- Lagoinha

## Galeria

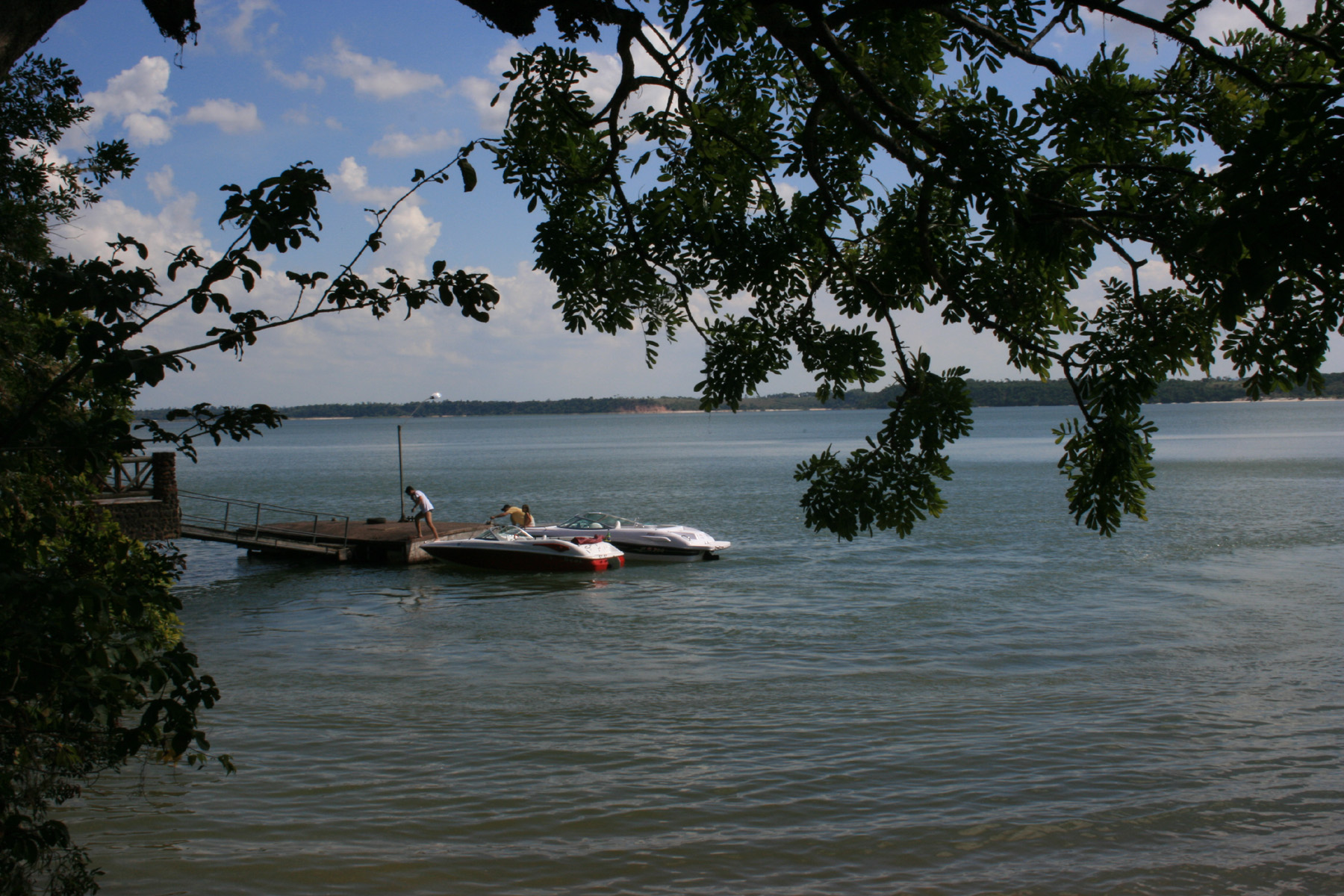
Praia do Minotauro na Lagoa Juparanã.
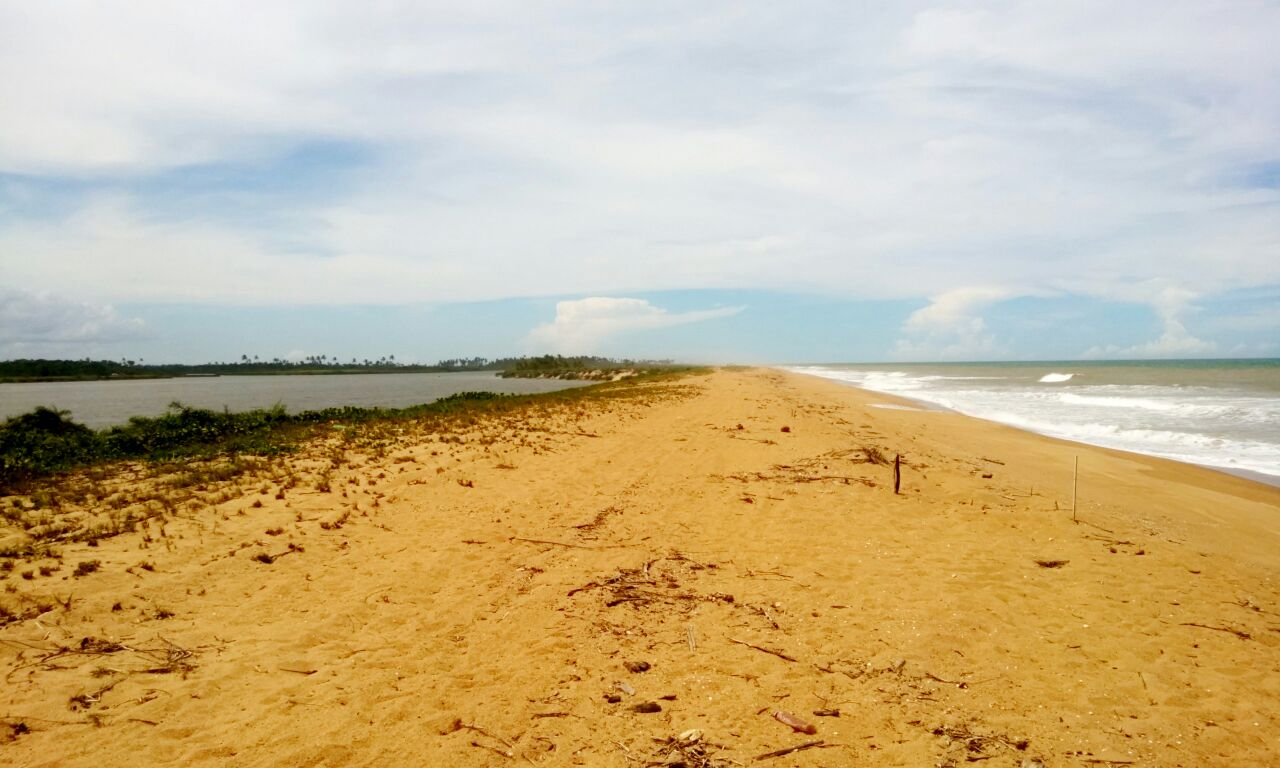
Lagoa Monsarás à esquerda e Praia de Povoação à direita.